# Померанцев, Зиновий Максимович
Зино́вий Макси́мович (Мо́телевич) Помера́нцев (1896—1993) — советский военачальник, участник Первой мировой, Гражданской и Великой Отечественной войн, начальник Военной академии командного и штурманского состава ВВС Красной Армии, генерал-майор авиации.

## Биография
Зиновий Мотелевич (Максимович) Померанцев родился в Харькове в 1896 году в еврейской семье. В 1917 году окончил еврейскую гимназию. Член партии большевиков (1918).

### Военное образование
- Военная академия РККА (1922)
- КУКС при Военно-воздушной академии им. Н. Е. Жуковского (1928)
- Военная школа летчиков (1929)
- Военная академия Генерального штаба (1949)

С 1917 года — участник Первой Мировой войны, вольноопределяющийся. С октября 1917 года — в Красной Гвардии, затем с 1918 года — в Красной Армии, участник Гражданской войны. Помощник коменданта станции (с марта 1918 года), командир бронепоезда (с июня 1918), адъютант командира Днепровского боевого участка (с августа 1919 года). В дальнейшем — начальник пехотных командных курсов (с июля 1921 года), командир 9 отдельной стрелковой бригады курсантов (с августа 1921 года), командир роты 23-й стрелковой дивизии (с октября 1922 года). В 1922 году окончил Военную академию имени М. В. Фрунзе. С августа 1923 года — начальник штаба 11-й Петроградской стрелковой дивизии. В 1924 году — начальник штаба 13-го стрелкового корпуса в Таджикистане. Активный участник подавления басмачества. С ноября 1926 года — командир 3-й Кавказской стрелковой дивизии. С октября 1927 года — в распоряжении ГУК РККА.
В 1928 году окончил Курсы усовершенствования командного состава (КУКС) при Военно-воздушной академии им. Н. Е. Жуковского. С 1929 года — в авиации, окончил военную школу лётчиков. Был командиром 7-го авиационного отряда (с февраля 1929 года), командиром 54-й авиационной эскадрильи (с мая 1929 года), командиром эскадрильи 3-й военной школы летчиков и лётчиков-наблюдателей, командиром 13-й авиационной бригады, командиром 207 легкобомбардировочной бригады. С декабря 1933 года по апрель 1935 года — начальник и военком 2-й военной школы летчиков им. Осоавиахима. В 1934 году — начальник военной школы морских летчиков в Борисоглебске. С апреля 1935 года по 1936 год — начальник Высшей школы морских лётчиков и летнабов ВВС РККА имени И. В. Сталина.
В 1936 приступил к формированию, а впоследствии стал начальником Военной академии командного и штурманского состава ВВС Красной Армии. С июля 1940 года заместитель командующего ВВС Дальневосточного фронта, с октября 1940 года ВВС Забайкальского Военного Округа. В 1940 году назначен командиром дивизии.

### Во время Великой Отечественной войны
Войну встретил в должности командира дивизии. В 1942 году — командующий ВВС Западного фронта, с 11.1943 года — зам командующего ВВС Закавказского фронта по ВУЗам. В 1945 году — начальник штаба Управления заместителя командующего 12-й воздушной армией по Забайкальскому округу. С 1945 по 1947 год командовал Воздушной армией. С 1949 года — преподаватель Военной академии Генерального штаба. С 4 декабря 1953 года — в отставке. Умер в 1993 году.

## Награды
- Орден Ленина
- Орден Ленина
- Орден Красного Знамени
- Орден Отечественной Войны 1 степени (14.10.1945)[6][7]
- другие ордена
- медали

## Воинские звания
- Комдив — 26 ноября 1935 года[8]
- Генерал-майор авиации — 04 июня 1940 года[9]